# یواس‌اس ساوانه (ای‌اس-۸)
یواس‌اس ساوانه (ای‌اس-۸) (به انگلیسی: USS Savannah (AS-8)) یک کشتی بود که طول آن ۴۱۴ فوت ۶ اینچ (۱۲۶٫۳۴ متر) بود. این کشتی در سال ۱۸۹۹ ساخته شد.